# Hanover, Jamaica
Hanover är en av de 14 parishes, församlingarna, inom Jamaica och är belägen i den nordvästra änden av ön. Bortsett från Kingston är det den till ytan minsta församlingen på ön, med en yta av 430km².